# Steffen Peters
Steffen Peters (Wesel, RFA, 18 de septiembre de 1964) es un jinete estadounidense que compite en la modalidad de doma.
Participó en cinco Juegos Olímpicos de Verano, entre los años 1996 y 2020, obteniendo tres medallas en la prueba por equipos, bronce en Atlanta 1996 (junto con Robert Dover, Michelle Gibson y Guenter Seidel), bronce en Río de Janeiro 2016 (con Allison Brock, Kasey Perry-Glass y Laura Graves) y plata en Tokio 2020 (con Adrienne Lyle y Sabine Schut-Kery).
Ganó cuatro medallas en el Campeonato Mundial de Doma entre los años 2006 y 2018, y cuatro medallas de oro en los Juegos Panamericanos, en los años 2011 y 2015.

## Palmarés internacional
| Juegos Olímpicos     | Juegos Olímpicos           | Juegos Olímpicos  | Juegos Olímpicos      |
| Año                  | Lugar                      | Medalla           | Categoría             |
| -------------------- | -------------------------- | ----------------- | --------------------- |
| 1996                 | Atlanta (Estados Unidos)   | Medalla de bronce | Por equipos           |
| 2016                 | Río de Janeiro (Brasil)    | Medalla de bronce | Por equipos           |
| 2020                 | Tokio (Japón)              | Medalla de plata  | Por equipos           |
| Campeonato Mundial   |                            |                   |                       |
| Año                  | Lugar                      | Medalla           | Categoría             |
| 2006                 | Aquisgrán (Alemania)       | Medalla de bronce | Por equipos           |
| 2010                 | Lexington (Estados Unidos) | Medalla de bronce | Individual (especial) |
| 2010                 | Lexington (Estados Unidos) | Medalla de bronce | Individual (libre)    |
| 2018                 | Tryon (Estados Unidos)     | Medalla de plata  | Por equipos           |
| Juegos Panamericanos |                            |                   |                       |
| Año                  | Lugar                      | Medalla           | Categoría             |
| 2011                 | Guadalajara (México)       | Medalla de oro    | Individual            |
| 2011                 | Guadalajara (México)       | Medalla de oro    | Por equipos           |
| 2015                 | Toronto (Canadá)           | Medalla de oro    | Individual            |
| 2015                 | Toronto (Canadá)           | Medalla de oro    | Por equipos           |